# كونستانتين فيشمان
كونستانتين فيشمان (بالروسية: Фишман, Константин Викторович)‏ هو لاعب كرة قدم روسي، ولد في 17 ديسمبر 1977 في تيومين في روسيا. لعب مع نادي روستوف.